# World Minigolf Sport Federation
La World Minigolf Sport Federation (WMF) è la federazione sportiva internazionale, membro di SportAccord, che governa lo sport del minigolf.